# Rentaplats

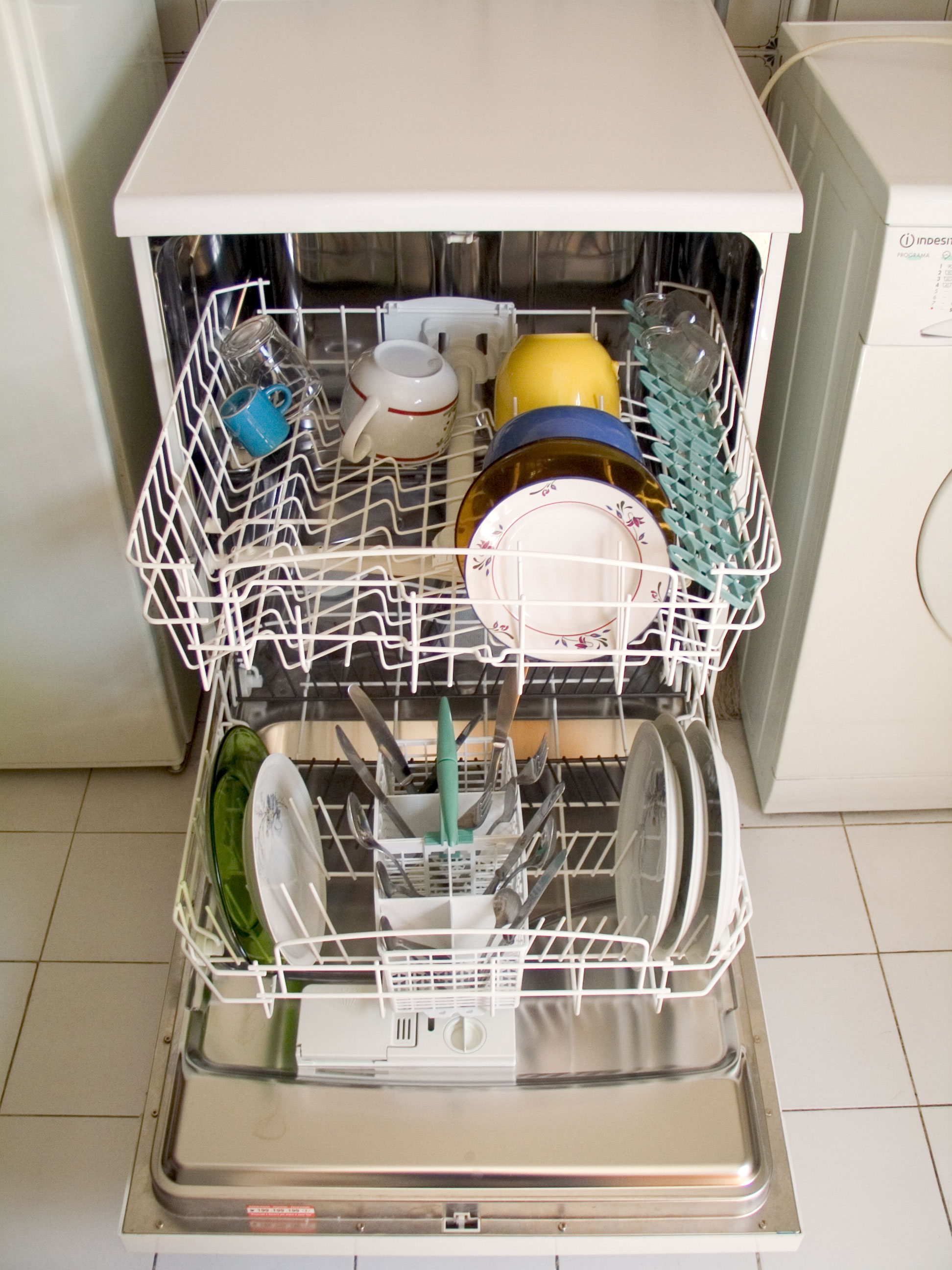
Rentaplats

Un rentaplats o llavaplats i rentavaixella, llavavaixella, escuradora o màquina de rentar/llavar plats és un electrodomèstic especialitzat en la neteja de la resta de menjar dels plats, gots i altres estris de cuina. És d'ús habitual tant en establiments públics com a domicilis particulars.
Els rentaplats fan servir la circulació de l'aigua a una alta temperatura (entre 55 i 65 graus) i detergents molt forts (amb força contingut de calç, que no és aconsellable per al contacte directe amb la pell humana) per tal d'aconseguir la neteja dels plats i gots que hi ha al seu interior. El rentaplats bàsicament projecta aigua amb força sobre els plats, primer amb detergent i després, durant l'esbandida, amb aigua. Molts models també fan servir corrents d'aire calent per accelerar l'assecatge.
La disposició habitual del rentaplats són diverses safates que es poden treure i on es distribueix els elements a rentar.
Va ser inventat per Josephine Cochrane el 1886. Es presentà al públic a l'Exposició Universal de Chicago de 1893.

## Història

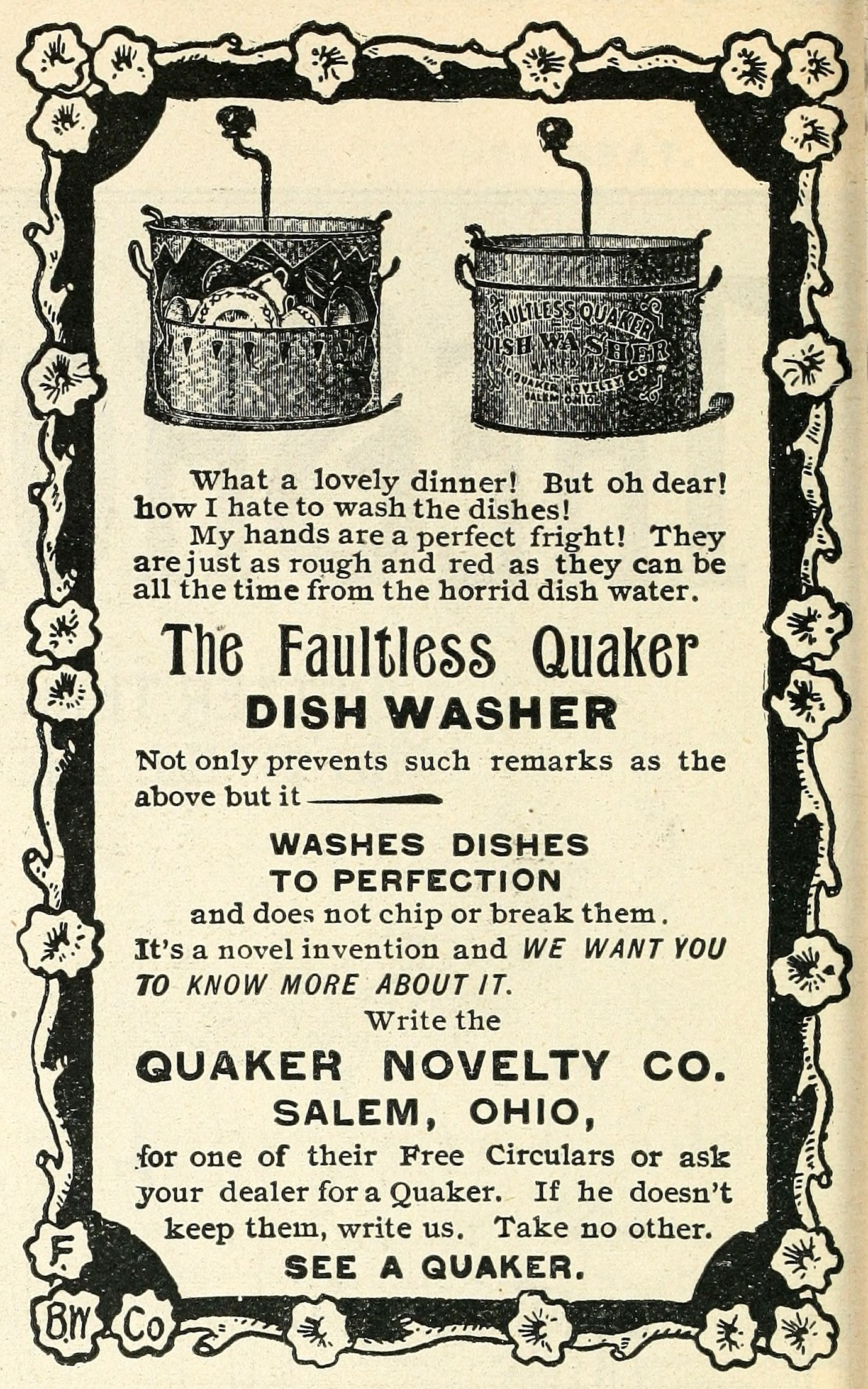
Anunci en un número de 1896 de McClure del The Faultless Quaker Dishwasher.

El primer dispositiu mecànic per rentar plats va ser patentat l'any 1850 als Estats Units per Joel Houghton. Aquest dispositiu estava fet de fusta i la neteja era manual mentre l'aigua ruixava els plats. El dispositiu era lent i poc fiable. L'any 1865 es va concedir a L. A. Alexander una altra patent que era similar a la primera, però que presentava un sistema de cremallera manual. Cap dispositiu d'aquests es va considerar que fos prou pràctic i no van ser acceptats. Alguns historiadors consideren que hi havia un obstacle, que era l'actitud de valorar les dones per l'esforç realitzat en les tasques domèstiques més que pels resultats: alguns consideraven que facilitar les tasques domèstiques reduïa el seu valor.
El més reeixit dels rentaplats manuals va ser inventat l'any 1886 per Josephine Cochrane juntament amb el mecànic George Butters al garatge de Cochrane a Shelbyville, Illinois quan l'adinerada Cochrane va voler protegir la seva vaixella de porcellana mentre es rentava. El seu invent es va presentar a l'⁣Exposició Universal de 1893 a Chicago amb el nom de Lavadora, però es va canviar a Lavaplatos, ja que una altra màquina inventada el 1858 ja tenia aquest nom. La inspiració de Cochrane va ser provocada pels desperfectes que es produïen a la porcellana durant el procés de neteja per part dels seus servents.
El primer rentaplats domèstic d'Europa amb motor elèctric va ser inventat i fabricat per Miele l'any 1929.
Al Regne Unit, William Howard Livens va inventar un petit rentaplats no elèctric adequat per a ús domèstic el 1924. Va ser el primer rentaplats que va incorporar la majoria dels elements de disseny que presenten els models actuals; incloïa una porta per carregar, una reixeta per subjectar la vaixella bruta i un polvoritzador giratori. Els elements d'assecatge es van afegir al seu disseny el 1940. Va ser la primera màquina apta per a ús domèstic, i va arribar en un moment en què la fontaneria permanent i l'aigua corrent a la llar eren cada cop més habituals.
Malgrat això, el disseny de Liven no es va convertir en un èxit comercial, i els rentaplats només es van vendre amb èxit com a serveis domèstics durant el boom de la postguerra de la dècada del 1950, encara que només als rics. Inicialment, els rentaplats es venien com a dispositius autònoms o portàtils, però amb el desenvolupament del taulell de paret a paret i els armaris d'alçada estandarditzats, es van començar a comercialitzar els rentaplats amb mides i formes estandarditzades, integrats sota el taulell de la cuina com una unitat modular amb altres electrodomèstics de cuina.
A la dècada de 1970, els rentaplats s'havien convertit en un element usual a les residències domèstiques d'Amèrica del Nord i Europa occidental. El 2012, més del 75 % de les llars dels Estats Units i Alemanya tenien rentaplats.
A finals de la dècada de 1990, els fabricants van començar a oferir diverses noves funcions d'estalvi d'energia als rentaplats. Una característica era l'ús de "sensors de sòl", que era una eina informatitzada als rentaplats que mesurava les partícules d'aliment procedents dels plats. Quan identificava que el rentaplats havia netejat els plats fins al punt que no quedaven partícules d'aliment, el sensor de sòl informaria que els plats estaven nets. El sensor funcionava amb una altra innovació d'utilitzar un temps de rentat variable. Si els plats estiguessin especialment bruts, el rentaplats funcionaria durant més temps que si el sensor detectés que estan nets. D'aquesta manera, el rentaplats estalviaria energia i aigua en estar en funcionament només el temps necessari.

## Procés de rentat

### Consum d'energia
A la Unió Europea, el consum d'energia d'un rentaplats per a un ús estàndard es mostra en una etiqueta energètica de la Unió Europea. Als Estats Units, el consum d'energia d'un rentaplats es defineix mitjançant el factor energètic.
Els criteris actuals d'ús energètic dels rentaplats, per aconseguir la certificació Energy Star, són ≤ 270 kWh/any per als rentaplats estàndard i ≤ 203 kWh/any per als rentaplats compactes.
La majoria de rentaplats de consum fan servir uns 75 graus en el procés de desinfecció. Durant el cicle final d'esbandida, l'element de calefacció i la bomba de rentat s'encenen i el temporitzador de cicle (electrònic o electromecànic) s'atura fins que s'activa el termòstat. En aquest punt, el temporitzador de cicle es reprèn i, generalment, activarà un cicle de drenatge en uns quants increments de temporitzador.
La majoria de rentaplats de consum fan servir 75 graus en lloc de 83 graus per motius de risc de cremades, consum d'energia i aigua, temps total de cicle i possibles danys als articles de plàstic col·locats dins del rentaplats. Amb els nous avenços en detergents, baixen les temperatures de l'aigua i calen entre 50 i 55 graus per evitar la descomposició prematura dels enzims utilitzats per menjar el greix i altres acumulacions als plats.
Als EUA, els rentaplats residencials es poden certificar segons un protocol de proves NSF International que confirma el rendiment de neteja i sanejament de la unitat.
Els rentaplats de vapor sobreescalfat poden matar el 99% dels bacteris d'un plat en només 25 segons.

### Assecat
La calor dins del rentaplats asseca el contingut després de l'últim esbandida en calent. Els rentaplats nord-americans solen utilitzar un assecat assistit per calor mitjançant un element exposat que acostuma a ser menys eficient que altres mètodes. Les màquines europees i algunes màquines nord-americanes de gamma alta utilitzen mètodes passius per assecar: un interior d'acer inoxidable ajuda a aquest procés i alguns models utilitzen tecnologia d'intercanvi de calor entre la pell interior i exterior de la màquina per refredar les parets de l'interior i accelerar l'assecat. Alguns rentaplats utilitzen dessecants com la zeolita que al començament del rentat s'escalfen, s'assequen i creen vapor que escalfa les plaques, i després es refreden durant el cicle sec que absorbeix novament la humitat, estalviant energia important.
Els articles de plàstic i antiadherents formen gotes amb una superfície més petita i poden no assecar-se correctament en comparació amb la porcellana i el vidre, que també emmagatzemen més calor que evapora millor la poca aigua que hi queda. Alguns rentaplats incorporen un ventilador per millorar l'assecat. Els rentaplats més antics amb un element de calefacció visible (a la part inferior de l'armari de rentat, a sota de la cistella inferior) poden utilitzar l'element de calefacció per millorar l'assecat; tanmateix, això consumeix més energia.
No obstant això, el més important és que l'esbandida final afegeix una petita quantitat d'abrillantador a l'aigua calenta, aquest és un detergent suau que millora l'assecat de manera significativa reduint la tensió superficial inherent de l'aigua de manera que l'aigua desapareix.
La majoria dels rentaplats disposen d'un sensor d'assecat i, com a tal, un cicle de rentat de plats sempre es considera complet quan s'exhibeix un indicador d'assecat, generalment en forma d'una llum de "final" il·luminada, o en models més moderns en una pantalla digital o un so audible a l'operador que el cicle de rentat i assecat s'ha acabat.
Les agències governamentals dels EUA solen recomanar assecar els plats a l'aire desactivant o aturant el cicle d'assecat per estalviar energia.

## Usos alternatius
Els rentaplats es poden fer servir per cuinar aliments a baixes temperatures (per exemple, el salmó al rentaplats). Els aliments es tanquen generalment en pots de conserves o bosses de forn, ja que fins i tot un cicle de rentaplats sense sabó pot dipositar sabó residual i abrillantador de cicles anteriors en aliments sense segellar.
També s'ha documentat que els rentaplats s'utilitzen per netejar patates, altres hortalisses d'arrel, eines de jardí, sabatilles o sabatilles, flors de seda, alguns articles esportius, raspalls de plàstic, gorres de beisbol, joguines de plàstic, raspalls de dents, xancletes, estoigs per a lents de contacte, filtres de malla d'una campana extractora, prestatgeries de la nevera, suports per a raspalls de dents, bols per a mascotes i joguines per a mascotes. La neteja de verdures i plàstics és controvertida, ja que les verdures es poden contaminar amb sabó i abrillantador de cicles anteriors i la calor de la majoria de rentaplats estàndard pot provocar que el BPA o els ftalats es desprenguin dels productes plàstics. No es recomana utilitzar un rentaplats per netejar eines i peces greixoses, pel fet que el greix pot obstruir el rentaplats.